# Pasquale d'Inca
 (décembre 2020).
Si vous disposez d'ouvrages ou d'articles de référence ou si vous connaissez des sites web de qualité traitant du thème abordé ici, merci de compléter l'article en donnant les références utiles à sa vérifiabilité et en les liant à la section « Notes et références ».
Pasquale d'Inca est un acteur français.

## Biographie
Il est le père de l'actrice Coline d'Inca, qui a joué le rôle de Sybille Cassagne dans la série Plus belle la vie, où il a lui-même joué entre 2004 et 2005 puis entre 2011 et 2012. Ils ont joué ensemble dans le téléfilm Les Bois maudits.

## Théâtre
Sauf indication contraire ou complémentaire, les informations mentionnées dans cette section peuvent être confirmées par la base de données Les Archives du spectacle.
- 2013 : Accalmies Passagères de Xavier Daugreilh, mise en scène Thierry Harcourt, au Splendid et tournée, avec trois autres acteurs de Plus belle la vie (deux en tournée, Valérie Vogt étant remplacée par Hélène Bizot)

## Filmographie
Sauf indication contraire, les informations mentionnées dans cette section peuvent être confirmées par les bases de données cinématographiques  présentes dans la section « Liens externes ».

### Cinéma
- 1993 : Poisson-lune de Bertrand Van Effenterre
- 1994 : Dieu que les femmes sont amoureuses de Magali Clément : Nathan
- 2000 : Une affaire de goût de Bernard Rapp : le codétenu
- 2001 : Roberto Succo de Cédric Kahn : l'homme en pyjama
- 2005 : Camping à la ferme de Jean-Pierre Sinapi : le brigadier
- 2005 : La Vie est à nous ! de Gérard Krawczyk : le premier camionneur
- 2008 : La Femme de l'anarchiste de Peter Sehr
- 2010 : Noir Océan de Marion Hänsel : le vaguemestre
- 2011 : L'Orpheline avec en plus un bras en moins de Jacques Richard : le juge George London
- 2011 : Les Lyonnais d'Olivier Marchal : Robert Magnin
- 2013 : Belle et Sébastien de Nicolas Vanier : le boucher
- 2014 : Bon Rétablissement ! de Jean Becker : Paul
- 2014 : Bodybuilder de Roschdy Zem : Philippe, le beau-père d'Antoine
- 2015 : Nous trois ou rien de Kheiron : le principal
- 2016 : Le Voyage de Fanny de Lola Doillon : le deuxième passeur
- 2016 : Sur quel pied danser de Paul Calori : le patron de la société de nettoyage
- 2017 : Nos patriotes de Gabriel Le Bomin : le patron du bistrot
- 2018 : Les Tuche 3 d'Olivier Baroux : Dédé
- 2018 : Nos batailles de Guillaume Senez : Dr Desblates
- 2018 : L'Incroyable Histoire du facteur Cheval de Nils Tavernier : Lucien Quampoix
- 2019 : Victor et Célia de Pierre Jolivet : M. Poitrenoux
- 2020 : La Fine Fleur de Pierre Pinaud : M. Papandréou
- 2021 : Une mère de Sylvie Audcoeur : M. Henriquez
- 2022 : Pétaouchnok d'Edouard Deluc : Esteban
- 2023 : Les Choses simples d'Eric Besnard : Le médecin
- 2023 : Les Algues vertes de Pierre Jolivet : André Ollivro
- 2024 : Mon inséparable d'Anne-Sophie Bailly : Gabriel

### Télévision
- 1998 : Le Refuge (série télévisée) : Blaise (1 épisode)
- 2004-2012 : Plus belle la vie (série télévisée) : Norbert Figuere Sénéchal (29 épisodes)
- 2005-2011 : Louis la Brocante (série télévisée) : le ferrailleur, le mécanicien et le chauffeur de taxi de l’aéroport (3 épisodes)
- 2007 : Valentine et Cie : le patron du café
- 2008 : Papillon noir (téléfilm) : le patron du restaurant
- 2009 : Action spéciale douanes (série télévisée) : Duparc (1 épisode)
- 2009 : La Louve (série télévisée) : le médecin légiste (1 épisode)
- 2009 : Avocats et Associés (série télévisée) : François Verdan (1 épisode)
- 2009 : Éternelle (série télévisée) : le policier du haras (1 épisode)
- 2010 : Les Bleus, premiers pas dans la police (série télévisée) : Lionel Delgado (1 épisode)
- 2010 : Big Jim (téléfilm) : Grand Maître
- 2010 : Comment va la douleur ? : le patron du café
- 2011 : Bienvenue à Bouchon : Milou
- 2011 : Interpol (série télévisée) : Vincent Michelet (1 épisode)
- 2011 : Tout le monde descend ! : Martial Bellami
- 2011 : Tout est bon dans le cochon : Jacky
- 2012 : Profilage (série télévisée) : Franck Terroux (1 épisode)
- 2012 : Un petit bout de France : Gérard
- 2012 : Le Sang de la vigne (série télévisée) : René Herman (1 épisode)
- 2012 : Enquêtes réservées (série télévisée) : Maurice Laplace (1 épisode)
- 2013 : Les Limiers (série télévisée) : Luc Pesaro (1 épisode)
- 2013-2018 : Commissaire Magellan (série télévisée) : Mathieu Varolais et Jo Woroniak (2 épisodes)
- 2013 : Cherif (série télévisée) : Monsieur Maubert (1 épisode)
- 2013 : Le Goût du partage : le marchand de journaux
- 2014 : Deux petites filles en bleu (téléfilm) : Thierry
- 2015 : Les Dames (série télévisée) : Mousseau (1 épisode)
- 2016 : Baron noir (série télévisée) : Michel Berthier (1 épisode)
- 2016 : Caïn (série télévisée) : Pierre Flamand (1 épisode)
- 2016 : La Femme aux cheveux rouges (téléfilm) : Beaubey
- 2016 : Meurtres sur le lac Léman (téléfilm de la collection Meurtres à...), de Jean-Marc Rudnicki : Monsieur Monaud
- 2017 : Sources assassines : Commissaire Manceau
- 2017 : Tandem (série télévisée) : Philippe Fourgeaud (1 épisode)
- 2017 : Quand je serai grande je te tuerai (série télévisée) : Alain (2 épisodes)
- 2017-2018 : Le Chalet (série télévisée) : Milou Bordaz (3 épisodes)
- 2018 - Meurtres en Haute-Savoie (téléfilm de la collection Meurtres à...), de René Manzor : l'habitué
- 2019 : Crimes parfaits (série télévisée) : Guy (2 épisodes)
- 2019 : Les Mystères du Bois-Galant de Lorenzo Gabriele : Paul Lima
- 2019 : La Maladroite : Capitaine Gressot
- 2019 : Balthazar (série télévisée) : Jean Fourniol (1 épisode)
- 2019 : Cassandre (série télévisée) : Alain Sénac (1 épisode)
- 2020 : Un si grand soleil (série télévisée) : le patron de Quentin (20 épisodes)
- 2020 : Un homme ordinaire de Pierre Aknine
- 2020 : Black and White : Jules Boisson
- 2021 - en cours : La Doc et le véto (série télévisée) de Thierry Binisti : Gilles Vilar, le maire
- 2021 : Mongeville (série télévisée), épisodes Les Ficelles du métier et Béton armé : Julius
- 2021 : Les Bois maudits (ou Meurtres dans le massif de la Chartreuse, téléfilm de la collection Meurtres à...), de Jean-Marc Rudnicki : le légiste
- 2022 : Tout le monde ment (téléfilm) d'Hélène Angel : Totem
- 2023 : Le Secret de la grotte de Christelle Raynal : Hervé Leroy, inspecteur en 1997
- 2023 : Sambre (série télévisée) de Jean-Xavier de Lestrade : Bernard
- 2023 : Superpapa (téléfilm) de Sophie Boudre : José
- 2023-2024 : En place (série télévisée) de Jean-Pascal Zadi et François Uzan : Didier
- 2024 : Le Combat d'Alice de Thierry Binisti : Bernard
- 2024 : Brigade fluviale de Bénédicte Delmas : Achille
- 2024 : Meurtres à Chartres (téléfilm de la collection Meurtres à...) de Sandrine Cohen
- 2025 : Maudits de Chloé Micout : Yves Letellier
- 2025 : Comme une ombre d'Elsa Blayau : Guillaume Lessieur
- 2025 : Monsieur (téléfilm) de Méliane Marcaggi : capitaine Aubreuil
- 2025 : À l'instinct (série télévisée), épisode En eaux profondes : Gilles Chapuis